# Hugh Kenner
Hugh Kenner, född 7 januari 1923 i Peterborough, Ontario, död 24 november 2003, var en kanadensisk litteraturkritiker och professor. Han studerade engelska vid University of Toronto under Marshall McLuhan och disputerade vid Yale University 1950 med en avhandling om Ezra Pound, som gav Kenner Porterpriset för bästa akademiska arbete från Yale det året. Därefter undervisade han vid Santa Barbara College fram till 1973, som professor vid Johns Hopkins University från 1973 till 1990, samt vid University of Georgia från 1990 och fram till pensioneringen 1999.
Kenners specialområde var engelskspråkig modernistisk litteratur, i synnerhet Pound och James Joyce. Han fick stort inflytande genom sina böcker Dublin's Joyce (1956), The Pound Era (1971) och Joyce's Voices (1978). The Pound Era skildrar hur Pound stod i centrum för rörelsen och påverkade författare som Joyce, Wyndham Lewis, T.S. Eliot, William Carlos Williams och skulptören Henri Gaudier-Brzeska. Kenner var också berömd för sin stilistiska förmåga; kritikern C.K. Stead kallade honom i The Times Literary Supplement för "den mest läsbara bland levande kritiker".

## Utgivet i urval
- Paradox in Chesterton (1947)
- The Poetry of Ezra Pound (New Directions, 1951)
- Wyndham Lewis: A Critical Guidebook (1954)
- Dublin's Joyce (Indiana University Press, 1956; nytryck, Columbia University Press, 1987)
- Gnomon: Essays in Contemporary Literature (1959)
- The Art of Poetry (1959)
- The Invisible Poet: T.S. Eliot (1959; reviderad 1969)
- Samuel Beckett: A Critical Study (Grove Press, 1961; reviderad 1968)
- T.S. Eliot: A Collection of Critical Essays (redaktör) (Prentice-Hall, 1962)
- The Stoic Comedians: Flaubert, Joyce, and Beckett (1962) (illustrerad av Guy Davenport)
- Seventeenth Century Poetry: The Schools of Donne & Jonson (redaktör) (1964)
- Studies in Change: À Book of the Short Story (redaktör) (1965)
- The Counterfeiters: An Historical Comedy (Indiana University Press, 1968; The Johns Hopkins University Press, 1985) (illustrerad av Guy Davenport)
- The Pound Era (University of California Press, 1971)
- Bucky: À Guided Tour of Buckminster Fuller (William Morrow, 1973)
- A Reader's Guide to Samuel Beckett (Farrar, Straus & Giroux, 1973)
- A Homemade World: The American Modernist Writers (Alfred A. Knopf, 1975)
- Geodesic Math and How to Use It (1976)
- Ulysses (George Allen & Unwin, 1980; reviderad The Johns Hopkins University Press, 1987)
- The Mechanic Muse (Oxford University Press, 1987)
- A Colder Eye: The Modern Irish Writers (Alfred A. Knopf, 1983)
- A Sinking Island: The Modern English Writers (1988)
- Mazes: Essays (North Point Press, 1989)
- Historical Fictions: Essays (University of Georgia Press, 1995)
- Chuck Jones: À Flurry of Drawings (1994)
- The Elsewhere Community (2000)